# Tâm sở
Tâm sở (zh. 心所, sa., pi. cetasika), hoặc Tâm sở hữu pháp (sa. caittadharma), là những yếu tố phụ thuộc vào Tâm, gắn liền với một nhận thức (sa. vijñāna) – nhận thức đây cũng được gọi là Tâm vương (sa. cittarāja), là hoạt động tâm thức chủ yếu – đang sinh khởi và khởi lên đồng thời với nhận thức đó. Việc phân tích và hệ thống hoá các tâm sở là một kì công của các Đại luận sư Ấn Độ. Các Tâm sở miêu tả tất cả những khía cạnh tâm trạng mà ai cũng có thể tự khám phá, tìm được nơi chính mình – có thể gọi là bản đồ tâm lý của con người.

## Cách phân loại theo Thượng toạ bộ
Trong khi Kinh tạng tóm thâu mọi hiện tượng của sự sống dưới Ngũ uẩn sắc, thụ, tưởng, hành, thức thì A-tì-đạt-ma của Thượng toạ bộ đề cập 3 khía cạnh triết lý, tâm lý, đạo đức khi bàn đến những gì hiện hữu (sa. bhava): Tâm (sa. citta), Tâm sở và Sắc (sa. rūpa). Tâm sở bao gồm Thụ (sa. vedanā), Tưởng (sa. saṃjñā) và 50 Hành (sa. saṃskāra), tổng cộng là 52 tâm sở. Trong số này, 25 có tính chất tốt lành (thiện và trung tính về phương diện nghiệp), 14 là Bất thiện (sa. akuśala) còn 13 bất định, nghĩa là có thể thiện, bất thiện hay trung tính tuỳ thuộc vào tâm (thức) mà chúng tương ưng.

## Cách phân loại theo Thuyết nhất thiết hữu bộ
Thuyết nhất thiết hữu bộ (sa. sarvāstivādin) chia các Tâm sở thành sáu loại theo A-tì-đạt-ma-câu-xá luận (sa. abhidharmakośa) của Thế Thân (sa. vasubandhu) và A-tì-đạt-ma phát trí luận (sa. abhidharmajñānaprasthāna-śāstra) của Già-đa-diễn-ni tử (sa. kātyāyanīputra), tổng cộng là 46 tâm sở (thuật ngữ trong ngoặc là Phạn ngữ sa):

### Đại địa pháp
10 Đại địa pháp (zh. 大地法, sa. mahābhūmikā-dharma), chỉ mười tác dụng tâm lý tương ưng và đồng sinh khởi với tất cả Tâm vương: 
1. Thụ (受, vedanā), thụ, lĩnh nạp. Có ba loại thụ, đó là: khổ thụ, lạc thụ, phi khổ phi lạc thụ;
2. Tưởng (想, saṃjñā), tưởng, tưởng tượng, đối cảnh mà chấp tướng sai biệt;
3. Tư (思, cetanā), ý định, ý muốn, tâm tạo tác;
4. Xúc (觸, sparśa): xúc, sự xúc đối do căn, cảnh và thức sinh ra;
5. Dục (欲, chanda), mong cầu vì đối ngoại cảnh;
6. Huệ (慧, prajñā, mati), trí huệ phân tích, đối với các pháp có sự phân biệt, chọn lựa;
7. Niệm (念, smṛti), tâm niệm, ghi nhớ không quên;
8. Tác ý (作意, mānaskāra), tỉnh táo cảnh giác hay khiến cho tâm cảnh giác;
9. Thắng giải (勝解, adhimokṣa), sự hiểu biết thù thắng, đối cảnh sinh ra tác dụng ấn khả, thẩm định;
10. Tam-ma-địa (三摩地) hoặc Định (定, samādhi), chính định, đẳng trì, tức là định tâm chuyên chú vào một cảnh, một đối tượng.

### Đại thiện địa pháp
10 Đại thiện địa pháp (zh. 大善地法, sa. kuśalamahābhūmikādharma): 
1. Tín (信 śraddhā), lòng tin tưởng chắc chắn;
2. Cần (勤) hoặc Tinh tiến (精進, vīrya), siêng năng tu tập;
3. Xả (捨, upekṣā);
4. Tàm (慚, hrī), tự thẹn;
5. Quý (愧, apatrāpya, apatrapā), biết sợ quả báo của tội lỗi, biết xấu hổ;
6. Vô tham (無貪, alobha);
7. Vô sân (無瞋, adveśa);
8. Bất hại (不害, ahiṃsā);
9. Khinh an (輕安, praśrabdhi);
10. Bất phóng dật (不放逸, apramāda).

### Đại phiền não địa pháp
6 Đại phiền não địa pháp (大煩惱地法, kleśamahābhūmikā-dharma) là các pháp gây phiền não, gây khổ, bao gồm sáu loại: 
1. Si (癡) hoặc Vô minh (無明, moha, avidyā);
2. Phóng dật (放逸, pramāda);
3. Giải đãi (懈怠, kausīdya), tâm trạng không tinh tiến, biếng nhác;
4. Bất tín (不信, āśraddya);
5. Hôn trầm (昏沉, styāna), tâm chìm đắm, lừ đừ, thiếu linh động, nhạy bén;
6. Trạo cử (掉舉, auddhatya), tâm xao động không yên.

### Đại bất thiện địa pháp
2 Đại bất thiện địa pháp (大不善地, akuśalamahābhūmikā-dharma): 
1. Vô tàm (無慚, āhrīkya), không biết tự hổ thẹn về tội lỗi mình đã làm;
2. Vô quý (無愧, anapatrāpya, anapatrapā), tâm không biết sợ trước tội quả, không biết hổ thẹn đối với người khác khi phạm tội.

### Tiểu phiền não địa pháp
10 Tiểu phiền não địa pháp (小煩惱地法, parīttabhūmikā-upakleśa): 
1. Phẫn (忿, krodha);
2. Phú (覆, mrakṣa), thái độ đạo đức giả, che giấu cái xấu của mình;
3. Xan (慳 mātsarya), xan tham, ích kỉ;
4. Tật (嫉, īrṣyā), ganh ghét;
5. Não (惱, prādaśa), lo lắng, buồn phiền;
6. Hại (害, vihiṃsā), tâm trạng muốn hành động ác hại;
7. Hận (恨, upanāha), lòng hận thù;
8. Xiểm (諂, māyā), nói xạo, loè người;
9. Cuống (誑, śāṭhya), gian lận, dối gạt, lừa lọc;
10. Kiêu (憍, mada), tự phụ.

### Bất định địa pháp
8 Bất định địa pháp (不定地法, anityatābhūmikādharma), gọi là "bất định" vì chúng có thể thuộc về dạng thiện hoặc bất thiện, tuỳ theo căn cơ của Tâm vương. Ví dụ như Tầm, là tâm sở suy nghĩ phân tích. Nó là tâm sở tốt nếu Tâm vương có gốc thiện – ví dụ như suy nghĩ, chú tâm về giáo pháp của đức Phật, diệt khổ – hoặc xấu, nếu Tâm vương là một pháp bất thiện, như suy nghĩ phân tích cách lừa gạt người... Bất định địa pháp bao gồm tám loại: 
1. Hối (悔, kaukṛtya), ăn năn, hối hận;
2. Miên (眠, middha), giấc ngủ;
3. Tầm (尋, vitarka), suy nghĩ, tìm hiểu dạng thô;
4. Tứ (伺, vicāra), suy nghĩ, tìm hiểu dạng tinh tế;
5. Tham (貪, rāga), tham mê, đắm mê;
6. Sân (瞋, pratigha), tức giận;
7. Mạn (慢, māna), kiêu mạn;
8. Nghi (疑, vicikitsā)

## Cách phân loại theo Duy thức tông
Trong Duy thức tông, người ta phân biệt 51 loại tâm sở. Đại sư Vô Trước (asaṅga) phân chia 51 tâm sở này thành sáu loại trong Đại thừa a-tì-đạt-ma tập luận (sa. abhidharmasamuccaya):

### Biến hành tâm sở
5 Biến hành tâm sở (遍行, sarvatraga), năm loại tâm pháp lúc nào cũng hiện hành xuất phát cùng với một tâm vương, gồm có: 
1. Xúc (sparśa);
2. Tác ý (manaskāra);
3. Thụ (vedanā);
4. Tưởng (saṃjñā);
5. Tư (cetanā), tương ưng với tất cả tâm và tâm sở;

### Biệt cảnh tâm sở
5 Biệt cảnh tâm sở (別境, viniyata) năm loại tâm pháp xác định ngoại cảnh: 
1. Dục (chanda);
2. Thắng giải (adhimokṣa);
3. Niệm (smṛti);
4. Định (samādhi);
5. Huệ (prajñā), chỉ duyên (nương) theo các cảnh khác nhau mà sinh khởi.

### Thiện tâm sở
11 Thiện tâm sở (善, kuśala): 
1. Tín (śraddhā);
2. Tàm (hrī);
3. Quý (apatrāpya);
4. Vô tham (alobha);
5. Vô sân (adveṣa);
6. Vô si (amoha);
7. Tinh tiến (vīrya);
8. Khinh an (praśrabdhi);
9. Bất phóng dật (apramāda);
10. Xả (upekśā);
11. Bất hại (avihiṃsā).

### Căn bản phiền não tâm sở
6 Căn bản phiền não tâm sở (根本煩惱, mūlakleśa): 
1. Tham (rāga);
2. Hận (pratigha);
3. Mạn (māna);
4. Vô minh (avidyā);
5. Nghi (vicikitsā);
6. Kiến (dṛṣṭi) cũng được gọi là Ác kiến.

Điểm thứ sáu là Kiến cũng thường được chia ra làm năm loại:
1. Thân kiến (身見, satkāyadṛṣṭi): một kiến giải cho rằng thân thể được tạo bằng ngũ uẩn là một cái "ta" (我), là "cái của ta" (我所);
2. Biên kiến (邊見, antagrāhadṛṣṭi): một kiến giải liên hệ đến phiền não, cho rằng cái "ta" được tạo bằng ngũ uẩn là một cái gì đó thường còn, vĩnh viễn [thường kiến] hoặc ngược lại, là một cái gì đó bị đoạn diệt, không có gì tiếp nối giữa hai cuộc sống con người [đoạn kiến];
3. Kiến thủ kiến (見取見, dṛṣṭiparāmarśa): kiến giải cho rằng một kiến giải bất thiện hoặc ngũ uẩn, cơ sở xuất phát của kiến giải bất thiện này là những điều tuyệt hảo. Kiến giải bất thiện trong trường hợp này là Thân kiến, Biên kiến;
4. Giới cấm thủ kiến (戒禁取見, śīlavrata-parāmarśa): là một kiến giải cho rằng, những quy tắc xử sự sai hoặc những lời hướng dẫn tu tập sai – như tự xem mình như con thú và bắt chước thái độ của nó –, hoặc ngũ uẩn, cơ sở của những việc sai trái trên là điều hay nhất;
5. Tà kiến (邪見, mithyādṛṣṭi): kiến phủ nhận cái gì thật sự tồn tại, thêu dệt thêm vào những gì thật sự không có.

### Tuỳ phiền não tâm sở
20 Tuỳ phiền não tâm sở (隨煩惱, upakleśa): 
1. Phẫn (krodha);
2. Hận (upanāha), uất ức, tâm thù oán;
3. Phú (mrakṣa), che giấu tội lỗi, đạo đức giả;
4. Não (pradāśa), làm bực bội phiền nhiễu;
5. Tật (īrṣyā), ganh ghét vì thấy người ta hơn mình;
6. Xan (mātsarya), tham lam, ích kỉ;
7. Xiểm (māyā), giả dối, nói mình có những đức tính tốt mà thật ra thì không có;
8. Cuống (śāṭhya), gian lận, dối gạt, lừa lọc;
9. Kiêu (mada), tự phụ;
10. Ác (vihiṃsā);
11. Vô tàm (āhrīkya), không tôn kính, không biết hổ thẹn về việc tội lỗi mình đã làm;
12. Vô quý (anapatrāpya, anapatrapā), tâm không biết sợ trước tội quả, không biết hổ thẹn đối với người khác khi phạm tội;
13. Hôn trầm (styāna), tâm chìm đắm, lừ đừ, thiếu linh động, nhạy bén;
14. Trạo cử (auddhatya), xao động không yên;
15. Bất tín (āśraddhyā);
16. Giải đãi (kausīdya), tâm trạng không tinh tiến, biếng nhác;
17. Phóng dật (pramāda);
18. Thất niệm (失念, muṣitasmṛtitā), chóng quên, không chú tâm;
19. Tán loạn (散亂, vikṣepa);
20. Bất chính tri (不正知, asaṃprajanya), hiểu biết sai.

### Bất định tâm sở
4 Bất định tâm sở (aniyata), bất định bởi vì các tâm sở này thay đổi giá trị tuỳ theo các tâm vương. Chúng bao gồm: 
1. Hối (kaukṛtya), hối hận;
2. Miên (middha), lừ đừ buồn ngủ;
3. Tầm (vitarka), suy nghĩ, tìm hiểu dạng thô;
4. Tứ (vicāra), suy nghĩ, tìm hiểu dạng tinh tế.

Cách phân chia như trên của Duy thức tông được xem là bước tiến triển cuối cùng trong việc phân tích, phân loại các tâm sở và cũng là bản phân loại tiêu chuẩn cho tất cả những trường phái Đại thừa tại Trung Quốc, Nhật Bản, Việt Nam và Tây Tạng.